# Masacrul din Kasos
Masacrul din Kasos a fost un masacru comis în anul 1824 asupra civililor greci din insula Kasos în timpul Războiului de Independență al Greciei din 1821-1829. Masacrul a fost comis de către forțele otomane ale flotei egiptene, după ce populația creștină greacă s-a revoltat împotriva Imperiului Otoman.

## Kasos în războiul de independență al Greciei
La izbucnirea războiului de independență al Greciei, pe insula Kasos din Dodecanez se afla o populație de 7.000 de oameni și o flotă considerabilă. Flota acestei mici insule a fost a patra ca mărime și importanță după flotele insulele Hydra, Spetses și Psara, cu 1.000 de marinari. Odată cu începerea ostilităților, locuitorii greci ai insulei au început să ia cu asalt coastele Anatoliei, Levantului și chiar pe cele ale Egiptului. Sub conducerea amiralul ales, Nikolaos Gioulios, ei au ajutat deseori și alți rebeli greci din Creta, Samos și din alte părți.   După cum a afirmat George Finlay, „s-a spus că de obicei cei din Kasos și-au ucis captivii pe mare”, mai ales că insula era stearpă și abia susținea cu dificultate populația existentă. Apostolos Vakalopoulos⁠(d) subliniază, de asemenea, că un control asupra insulei Kasos era necesar pentru consolidarea controlului otoman-egiptean asupra Cretei rebele; strategic, Kasos era similar cu Samos și Psara ca un bastion avansat și bază de operațiuni pentru revoluționarii greci.
În iunie 1823 o flotă egipteană condusă de Ismael Gibraltar⁠(d) a debarcat 3.000 de soldați albanezi sub conducerea lui Djiritli Hüseyn Bey la Creta. Până în primăvara anului 1824, Hüseyn Bey, printr-un amestec chibzuit de forță și teroare, combinat cu o amnistie dată liderilor rebeli greci care erau dispuși să se supună, a reușit să suprime răscoala grecească din Creta. După ce Creta a fost supusă, sultanul otoman, Mahmud al II-lea, și guvernatorul său semi-autonom din Eyalatul Egiptului, Muhammad Ali, și-au îndreptat atenția asupra insulei Kasos și au decis să dea din aceasta un exemplu.
Insularii au aflat de intențiile lor, trimițănd scrisori către administrația provizorie din Grecia pentru a cere ajutor, dar guvernul a răspuns că nu poate mobiliza flota din lipsă de bani. Flota egipteană a apărut prima dată lângă insulă la 2 iunie, unde a lansat un bombardament ineficient și a făcut câteva manevre ca și cum ar fi debarcat trupe; dar probabil totul a fost doar o misiune de recunoaștere, astfel flota a părăsit zona curând. Abia la 18 iunie au apărut pe insulă toate cele 45 de nave ale flotei egiptene.

## Cucerirea insulei și masacrul
Insula nu era bine fortificată, în afară de câteva tunuri montate pe coastă pentru a acoperi probabil locul de debarcare. Comandanții egipteni s-au gândit, de asemenea, să-i înșele pe insulari: după ce au trecut pe lângă insulă schimbând focuri de artilerie grea timp de două zile cu apărătorii - doar în data de 19, egiptenii au tras peste 4.000 de focuri - flota s-a îndreptat spre nordul insulei. Acolo au lansat 18 bărci mari, ca și cum ar fi debarcat acolo, protejate de multe focuri de muschetă; dar între timp alte 24 de bărci cu 1.500 de albanezi au aterizat în spatele satului Agia Marina sub acoperirea nopții, tot la 19 iunie. Cea mai mare parte a populației locuia în cele patru sate muntoase din jurul orașului principal, care se aflau acum între cele două forțe ostile. Hüseyn Bey le-a propus locuitorilor să se predea, respingând cererile de tragere de timp pentru ca locuitorii să ia în considerare propunerea. În cele din urmă, bătrânii satului au ales să se supună; acest lucru nu l-a împiedicat pe Hüseyn Bey să execute mai mulți dintre ei câteva zile mai târziu.
Bărbații care au fost plasați pe țărm la bateriile de tun din partea de vest, sub conducerea unui anumit căpitan Markos, au rezistat mai ferm, dar și ei au fost depășiți, deoarece albanezii, veterani ai războiului montan, s-au folosit de acoperirea terenului mai înalt pentru a se apropia și a-i învinge, cu doar 30 de morți și răniți. Markos însuși a fost prins și adus legat în fața lui Hüseyn Bey, aici brusc a reușit să-și rupă legăturile, să ia un cuțit de la unul dintre paznici și să-i omoare pe trei dintre aceștia înainte ca și el să fie ucis. Albanezilor li s-a dat 24 de ore pentru a jefui după bunul plac; trupele egiptene au confiscat o pradă foarte mare, precum și 15 nave mai mari și patruzeci de nave mai mici, în timp ce alte trei nave noi construite au fost arse. Totuși, după aceea, Ismael Gibraltar și Hüseyn Bey au refăcut cu fermitate ordinea pe insulă, executând trei arabi care nu au respectat ordinele în acest sens.
500 de bărbați localnici au fost uciși, dar se presupune că s-a evitat un masacru general, deoarece primii albanezi care au ajuns pe țărm au fost creștini, care au mijlocit cu semenii lor musulmani pentru a cruța majoritatea populației masculine. Cu toate acestea, peste 2.000 de femei și copii au fost trimiși pe piețele de sclavi din Egipt și Creta. Amiralul egiptean a reușit să recruteze un număr considerabil de supraviețuitori - precum și din insulele vecine Karpathos și Symi⁠(d) - ca marinari în propria sa flotă, oferindu-le un salariu de 50 kuruș pe lună, înainte de a se întoarce în triumf la Alexandria cu vasele sale capturate, precum și cu cincisprezece bătrâni și familiile principalilor locuitori ai insulei ca ostatici.

## Urmări
Știrile despre pericolul cu care se confruntă insula Kasos au ajuns la Hydra pe 21 iunie, iar flota greacă s-a mobilizat cu multă întârziere și dificultate, ajungând pe insulă abia la 2 iulie. Aga care a fost lăsat guvernator de Ismael Gibraltar a fugit din insulă spre Karpathos, dar insula a fost distrusă în totalitate; viceamiralul Georgios Sachtouris⁠(d) și căpitanii săi au propus insularilor să-i transporte în Peloponez, dar aceștia au refuzat, iar flota greacă, aflând că principala flotă otomană a plecat de la Constantinopol, a fost forțată să părăsească insula. Distrugerea insulei Kasos a fost urmată la scurt timp de o altă lovitură grea pentru greci: distrugerea insulei Psara.
Kasos a rămas în afara statului grec restabilit. Locuitorii și-au repopulat treptat insula stâncoasă. În 1911, după înfrângerea Turciei în Războiul Italo-Turc, insula, la fel ca întreg arhipelagul Dodecanez, a intrat sub controlul italian. Insulele din Dodecanez, inclusiv Kasos, s-au reunit cu Grecia abia după cel de-al doilea război mondial, în 1948.
În fiecare an insularii sărbătoresc evenimentele din 1824, comemorând pe cei care au murit în luptă și în timpul masacrului.